# Estació de Safranar
L'Estació de metro de Safranar (fins a 2010, Estació d'Hospital) és una de les estacions de la xarxa de Metrovalència. Es troba al barri de Patraix de València. Es va construir en 1987 al carrer de Campos Crespo. Entre els llocs d'interés propers es troben el Col·legi de Sordomuts, l'IVESP i l'Hospital Doctor Peset.
| Procedència/Destinació | <           | Línia | >           | Procedència/Destinació |
| ---------------------- | ----------- | ----- | ----------- | ---------------------- |
| Bétera                 | Patraix     |       | Sant Isidre | Castelló               |
| Llíria                 | Patraix     | ...   | Sant Isidre | Torrent Avinguda       |
| Torrent Avinguda       | Sant Isidre | ...   | Patraix     | Marítim                |